# Міни
Міни (пол. Miny) — село в Польщі, у гміні Сецемін Влощовського повіту Свентокшиського воєводства.